# Nonnenmühle (Luksemburg)
Nonnenmühle (lb. Nonnemillen) – mała miejscowość (lieu-dit) we wschodnim Luksemburgu, w kantonie Echternach, w gminie Echternach. Do 3 października 2015 gmina leżała w dystrykcie Grevenmacher. 